# Aleksandra Błażowska
Aleksandra Błażowska (ur. 2 kwietnia 2002) – polska zawodniczka w skokach do wody, wicemistrzyni Europy (2024).

## Życiorys
Jest zawodniczką Stali Rzeszów.
Reprezentowała Polskę na mistrzostwach świata seniorek w 2022, zajmując 27. miejsce w skokach z trampoliny 1 m. i 33. miejsce w skokach z trampoliny 3 m. oraz 2024, zajmując 21. miejsce w skokach z trampoliny 1 m., 27. miejsce w skokach z trampoliny 3 m. i 11. miejsce w skokach z trampoliny synchronicznie (mix). W 2024 została wicemistrzynią Europy seniorek w konkurencji trampolina 1 m., jako pierwsza Polka, która zdobyła medal ME w tej dyscyplinie sportu. Na tych samych zawodach zajęła też 6. miejsce w konkurencji trampolina synchronicznie (mix) i 16 m. w konkurencji trampolina 3 m..
W 2019 została mistrzynią Polski w skokach do wody w konkurencji trampolina 1 m., w 2021 mistrzynią Polski w konkurencji trampolina 1 m., trampolina 3 m., trampolina synchronicznie, w 2022 mistrzynią Polski w konkurencji trampolina 1 m..